# Миколаївка (Плодородненська сільська громада)
Микола́ївка — село в Україні, у Плодородненській сільській громаді Мелітопольського району Запорізької області. Населення становить 178 осіб. До 2017 року орган місцевого самоврядування — Мар'янівська сільська рада.

## Географія
Село Миколаївка розташоване за 1,5 км від села Відродження та за 3 км від сіл Новомиколаївка та Новобогданівка. Поруч пролягає автошлях територіального значення Т 0811.

## Історія
Село засноване 1825 року під первинною назвою — Миколаїфельд.
7 (20) листопада 1917 року, відповідно до Третього Універсалу Української Центральної Ради, увійшло до складу Української Народної Республіки.
У 1945 році перейменоване в село Миколаївка.
25 травня 2017 року, Мар'янівська сільська рада, в ході децентралізації, об'єднана з  Плодородненською сільською громадою.
19 липня 2020 року, в результаті адміністративно-територіальної реформи і ліквідації Михайлівського району, село увійшло до складу Мелітопольського району.

## Населення

### Мова
Розподіл населення за рідною мовою за даними перепису 2001 року:
| Мова       | Кількість | Відсоток |
| ---------- | --------- | -------- |
| українська | 127       | 71.35%   |
| російська  | 51        | 28.65%   |
| Усього     | 178       | 100%     |